# Palatul Creditului Industrial
Palatul Creditului Industrial este un edificiu din București, în Piața Universității, construit între anii 1934-1935, după planurile arhitectului G. M. Cantacuzino. Este înscris în lista monumentelor istorice, având cod LMI B-II-m-A-18673.
Odată cu construirea în 1906 a Palatului Societății de Asigurări „Generala”, s-a realizat fundația și pentru o a doua clădire, simetrică cu prima, și care trebuia să întregescă hemiciclul opozit Universității. Din lipsă de bani proiectul a rămas abandonat treizeci de ani. Investitorii Creditului Industrial au cumpărat terenul iar arhitectul G. M. Cantacuzino a început în 1934 ridicarea clădirii.